# Lex Pinaria Furia Postumia
Droit romain et lois romaines
Lex Aemilia
434 av. J.-C. Lex Iulia Papiria
430 av. J.-C.
La Lex Pinaria Furia Postumia est une loi romaine présentée et votée en 432 av. J.-C. par l'intermédiaire des tribuns de la plèbe. Elle porte le nom des trois tribuns militaires à pouvoir consulaire de l'année : Lucius Pinarius Mamercinus, Lucius Furius Medullinus et Spurius Postumius Albus. Bien que ces derniers, en tant que patriciens, se soient probablement opposés à la loi, il est vraisemblable qu'on ait donné leurs noms à cette loi étant donné qu'ils sont les détenteurs du pouvoir à Rome à ce moment-là.

## Contexte
Les plébéiens, malgré la création du tribunat militaire à pouvoir consulaire qui remplace le consulat certaines années et qui est ouvert aux candidatures plébéiennes, n'obtiennent toujours pas l'accès aux plus hautes magistratures, les patriciens gardant leur mainmise sur le tribunat consulaire.

## Passage de la loi
Afin d'y remédier, les tribuns de la plèbe de l'année 432 av. J.-C. proposent une loi qui interdit aux candidats aux élections pour la constitution du collège de tribuns consulaires d'ajouter un signe distinctif à leur toge blanche, espérant ainsi donner ses chances à un candidat plébéien face aux candidats patriciens. Le Sénat s'oppose à cette proposition, provoquant l'indignation du peuple. C'est finalement les tribuns de la plèbe qui l'emportent et la loi est votée. En rapportant cet évènement, Tite-Live qualifie cette mesure de « presque puérile » et ajoute : « aujourd'hui, [la loi] n'est pas digne d'un examen sérieux».